# گروه حقوق بشر کارن
گروه حقوق بشر کارن (انگلیسی: Karen Human Rights Group) سازمان مردمی به رهبری کارن (KHRG) یک سازمان حقوق بشری است که در سال ۱۹۹۲ در ایالت کایین تأسیس شد و اکنون در سراسر روستاهای میانمار فعال است. این گروه با بیش از بیست سال تجربه دو بار نامزد دریافت جایزه صلح نوبل (۲۰۰۰ و ۲۰۰۱) شد. کارن در سطح بین‌المللی به عنوان یک مرجع در مسائل اصلی میانمار و میانمار مانند مهاجرت اجباری داخلی، مین زمینی، درگیری و غصب زمین به رسمیت شناخته شده‌است. کارن به‌طور مستقیم با «روستائیان در روستاهایی» که از آن‌ها از قبیل کار اجباری، تخریب سیستماتیک روستاییان و محصولات آن‌ها سوء استفاده شده و از آن رنج می‌برند، رابطه برقرار می‌کند.
مهاجرت اجباری، غارت خودسرانه، بیگاری، شکنجه، تجاوز جنسی و اعدام‌های سریع مواردی است که روستائیان با آن مواجه می‌شدند، اغلب این سوء استفاده‌ها توسط سربازان و مقامات رسمی دولت نظامی میانمار صورت گرفته‌است. اهداف این سازمان کمک به روستائیان میانمار برای مقاومت در برابر سوء استفاده و اطلاع‌رسانی جهانی است، گروه حقوق‌بشر کارن اخیراً جایزه دموکراسی و حقوق بشر آسیا را در سال ۲۰۱۳ دریافت کرد؛ و اکنون به عنوان نماینده سازمان‌های جامعه مدنی در زمینه حقوق بشر با کمیسیون ملی حقوق بشر میانمار و مرکز صلح میانمار و برای شهادت در برابر شورای امنیت سازمان ملل متحد در مورد کودک سربازان کودک برگزیده شد.

## تاریخ

### مردم کارن
کارن گروهی از قبایل هند و چینی هستند که عمدتاً در برمه در شبه جزیره هندوچین زندگی می‌کنند. بخش عمده ای از این قلمرو به اشغال مردمان سایر استانها درآمده، یعنی برمه، شان، سیامی و چین تحت اشغال هستند. تنها استان انحصاری کارن که یک منطقه تپه ای از ناحیه تونگو بخش فرعی کارنی است مستقل است.

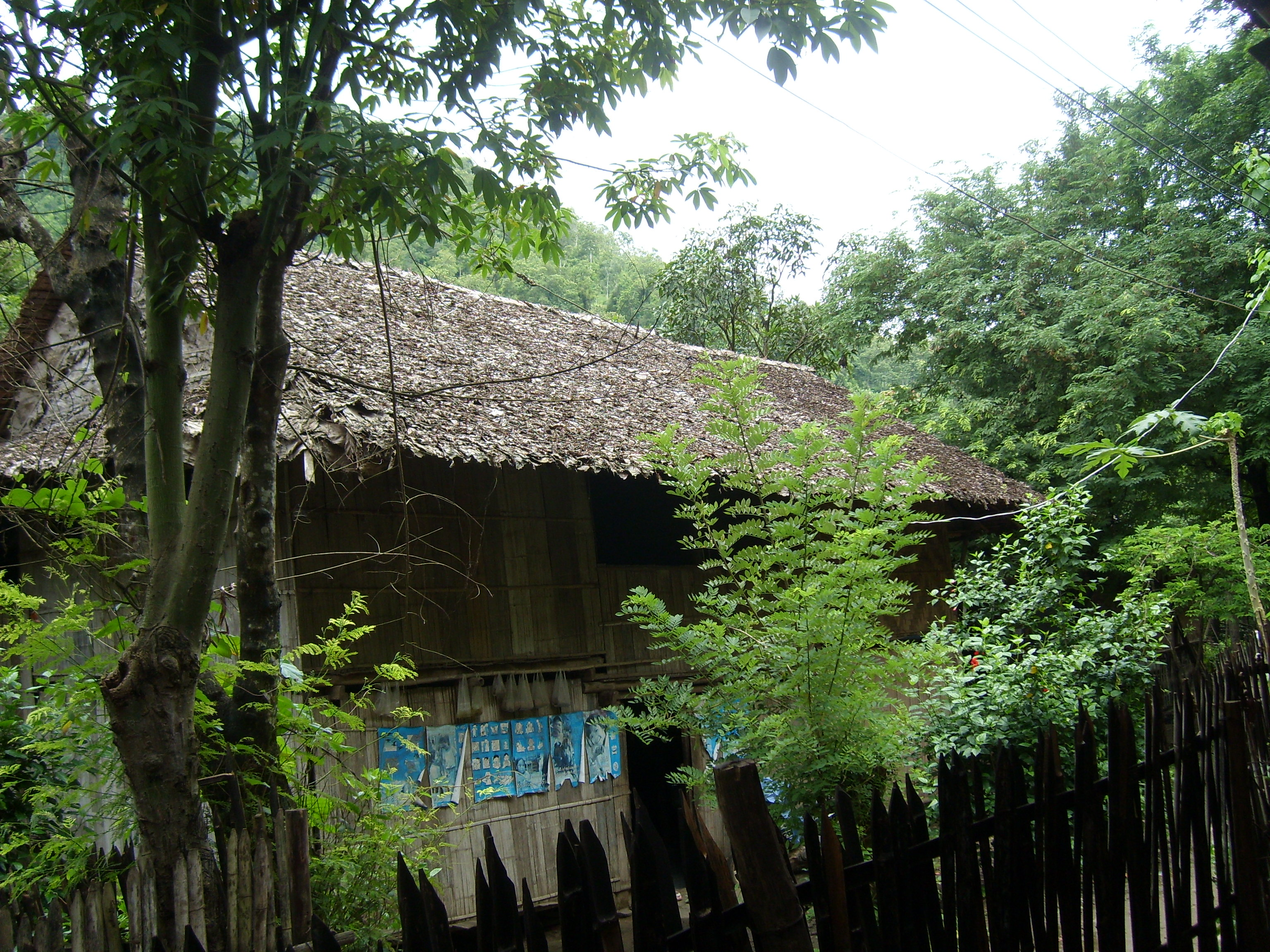
مائی سات، مرز تایلند برمه. بسیاری از اردوگاه‌های پناهندگان کارن در این مرز قرار دارند.

### تاریخچه برمه
برمه کشوری است با تنوع قومی، جمعیت آن تخمین زده می‌شود بین ۴۸ تا ۵۰ میلیون نفر است که بین ۱۵ گروه عمده قومی تقسیم شده‌اند، بسیاری از این گروه‌ها با زیرگروه‌هایی متمایز می‌شوند. این گروه‌ها از ریشه‌های بسیار متفاوت هستند. میزان تفاوت آنها در فرهنگ‌ها و زبان‌های آنها قابل مشاهده است. طبق گفته ساکنان کارن، آنها هنگامی که به برمه می‌رسند؛ منطقه ای که در آن زمان یک منطقه جنگلی که سکونت در آن غیرممکن بود مستقر می‌شوند، تقریباً ۲۵۰۰ سال پیش پس از مهاجرت و گذار از چند منطقه به منطقه ای که اکنون مغولستان است، و در حال حاضر ایراوادی و حوضه مرکزی برمه است ساکن می‌شوند.

### مشکلات مردم کارن با دولت برمه
برمه یکی از طولانی‌ترین جنگ‌های داخلی در جهان را هم‌اکنون پشت سر می‌گذارد. در طول ۵۰ سال گذشته، سازمان‌های مخالف به نمایندگی از مردم کارن در یانگون نسبت به انواع برنامه‌های سیاسی دست به تظاهرات علیه دولت مرکزی زده‌اند. از سال ۱۹۶۲، کشور در کنترل یک دولت‌های نظامی قرار گرفت، از جمله حاکمیت این دولت شورای صلح و توسعه است که قربانیان اصلی در جنگ داخلی طولانی مدت برمه از جمله، اقلیت قومی، مانند مون و کارن بوده‌اند.